# Ниобијум
Ниобијум (Nb, лат. niobium) метал је  групе, прелазних метала са атомским бројем 41. Име је добио по личности из грчке митологије — Ниобе, Танталове ћерке. Нобијумов минерал је колумбит . Заступљен је у Земљиној кори у количини од 20 ppm (енгл. parts per million).
Физичке и хемијске особине ниобијума су доста сличне као и особине елемента тантала, те је релативно тешко разликовати ова два метала. Енглески хемичар Чарлс Хачет објавио је откриће новог елемента сличног танталу 1801. и дао му име колумбијум. Његов сународњак, хемичар Вилијам Хајд Воластон погрешно је закључио да су тантал и колумбијум једнаки. Међутим, Немац Хајнрих Розе је 1846. запазио да руде тантала садрже неки други елемент којем је дао име ниобијум. Неколико научних открића током 1864. и 1865. показала су да су ниобијум и раније пронађени колумбијум исти елемент (и да се разликује од тантала), а готово цели век та два назива су се користила упоредо. Тек 1949. званично је усвојен назив ниобијум, али је назив колумбијум и даље остао у кориштењу у металургији, нарочито у САД.
Све до почетка 20. века ниобијум се није много комерцијално користио. Бразил је водећи произвођач ниобијума и ферониобијума, легуре ниобијума и жељеза са уделом ниобијума од 60% до 70%. Ниобијум се углавном употребљава у легурама, највећи део у посебним челицима који се користе за прављење гасовода. Иако те легуре садрже највише 0,1% овог елемента, тако мали удео ниобијума повећава чврстоћу челика. Температурна стабилност суперлегура са ниобијумом важна је због њихове примене у ракетним и млазним моторима. Овај метал се користи у разним суперпроводним материјалима. Такве суперпроводне легуре, које још на пример садрже титанијум и калај, широко се употребљавају као суперпроводни магнети у МРИ скенерима. Друге апликације ниобијума укључују заваривање, нуклеарну индустрију, електронику, оптику, нумизматику и накит. У последње две апликације до посебног изражаја долази његова слаба отровност и способност обојења при анодизацији.

## Историја
Ниобијум је 1801. открио Чарлс Хачет. Открио га је у узорку руде колумбита пореклом из речног корита у Масачусетсу, који је у Енглеску послат око 1743. године. Хачет је елемент назвао колумбијум (према Колумбији, персонификацији Сједињених Америчких Држава). До средине 19. века, претпостављало се да се код колумбијума и тантала (откривеног 1802) ради о истом елементу, јер су се они у минералима готово увек јављали заједно (у парагенези).
Тек 1844. берлински професор Хајнрих Розе доказао је да су ниобијумова и танталова киселина различите супстанце. Не знајући за радове Хачета нити његово давање имена колумбијуму, он је „поновно” откривени елемент назвао по ћерки митолошког Тантала, Ниоби, због сличности тог елемента са танталом.
Gotovo 100 godina trajala je polemika i diskusija o imenu ovog elementa, sve dok Međunarodna unija za čistu i primijenjenu hemiju (IUPAC) није 1950. одлучила да се као званично име овог елемента узме ниобијум. Године 1864. Кристијан Вилхелм Блумстранд је успео да добије метални ниобијум помоћу редукције ниобијум-хлорида са водоником при високој температури. Године 1866. Чарлс Марињак потврдио је да је тантал засебан елемент. Вернере фон Болтон је 1907. добио веома чисти елементарни ниобијум редукцијом хептрафлуорониобата са натријумом.

## Особине

### Физичке
Ниобијум је сјајни, сиви, дуктилни, парамагнетични метал у 5. групи периодног система, иако има нетипичну конфигурацију своје крајње спољне електронске љуске у односу на остале чланове те групе. (Слично се може уочити и у његовом „комшилуку” код рутенијума (44), родијума (45) и паладијума (46).)
|     | Елемент   | Бр. електрона по љусци                 |
| --- | --------- | -------------------------------------- |
| 23  | ванадијум | 2, 8, 11, 2                            |
| 41  | ниобијум  | 2, 8, 18, 12, 1                        |
| 73  | тантал    | 2, 8, 18, 32, 11, 2                    |
| 105 | дубнијум  | 2, 8, 18, 32, 32, 11, 2 (претпоставка) |

Иако постоји мишљење да он има просторно-центрирану кубичну кристалну структуру у распону од T = 0 K до своје тачке топљења, мерења топлотног ширења високе резолуције дуж три кристалографске осе открила су анизотропе који нису у складу са кубном структуром. Стога се за ниобијум мора разматрати нова кристална структура.
При криогеним температурама, овај метал постаје суперпроводник. При атмосферском притиску, он има највишу критичну температуру од свих елементарних суперпроводника: 9,2 K. Ниобијум има и највећу дубину магнетног продирања (пенетрације) од свих елемената. Осим тога, он је и један од три елементарна суперпроводника типа II, заједно са ванадијумом и технецијумом. Суперпроводничке особине доста зависе од чистоће металног ниобијума. Када је веома чист, релативно је мек и дуктилан, док га нечистоће чине снажнијим.
Метал има и врло мали попречни пресек хватања термалних неутрона, па се због тога користи у нуклеарној индустрији.

### Хемијске
Када се на дужи период изложи ваздуху при собној температури, метал поприма плавкасте нијансе. И поред високе тачке топљења у елементарном облику (2477 °), ниобијум има релативно ниску густину у односу на друге ватросталне метале. Такође, он је отпоран на корозију, показује суперпроводничке особине и гради диелектричне слојеве оксида.
Ниобијум је незнатно мање електропозитиван и нешто компактнији од његовог претходника у периодном систему, цирконијума, док је практично исти по величини у поређењу са тежим атомима тантала, што се објашњава контракцијом лантаноида. Као резултат тога, хемијске особине овог елемента су изузетно сличне танталовим, који се налази директно испод ниобијума у периодном систему елемената. Иако његова отпорност на корозију није тако велика попут танталове, ниска цена и лакша доступност ниобијума чине га пожељнијим у мање захтевне сврхе и апликације попут облагања у хемијским фабрикама.

### Изотопи
Природни ниобијум састоји се из само једног стабилног изотопа, 93. До 2003. била су позната и синтетизована најмање 32 радиоактивна изотопа, са атомским масама у распону од 81 до 113. Међу њима најстабилнији је изотоп 92Nb чије време полураспада износи 34,7 милиона година. Један од најнестабилнијих изотопа је 113Nb са процењеним временом полураспада од 30 милисекунди. Изотопи лакши од стабилног 93Nb имају тенденцију да се распадају β+ распадом, док они тежи се претежно распадају β− распадом, уз одређене изузетке. Изотопи 81, 82 и 84Nb имају споредне путеве β<суп>+</суп> распада накнадном емисијом протона, 91 се распада захватом електрона и емисијом позитрона, док се 92 распада β+ и β− распадом.
Откривено је и описано најмање 25 нуклеарних изомера чије се атомске масе крећу у распону од 84 до 104. Унутар тог распона само 96, 101 и 103Nb немају изомере. Најстабилнији међу изомерима ниобијума је  са временом полураспада од 16,13 година. Најмање стабилан изомер је  који има време полураспада од 103 ns. Сви изомери ниобијума се распадају изомерском транзицијом или бета распадом осим  који има споредни ланац распада електронским захватом.